# Partido judicial de Jerez de los Caballeros

Mapa municipal de la provincia de Badajoz con sus partidos judiciales.

El partido judicial de Jerez de los Caballeros  es uno de los catorce partidos judiciales tradicionales, de la provincia de Badajoz en la región de Extremadura (España). Constituido a principios del siglo XIX con 10 municipios.

## Geografía
Está situado al suroeste de la provincia.
| Noroeste: Olivenza | Norte: Badajoz y Olivenza        | Noreste: Almendralejo y Zafra |
| Oeste: Olivenza    |                                  | Este: Zafra y Fuente          |
| Suroeste: Portugal | Sur: Portugal, Huelva y Fregenal | Sureste: Fregenal y Fuente    |

Los 10 municipios en 1834 contaban con 6439 hogares y 23350 habitantes
En la comarcas Sierra Suroeste se encuentran los siguientes municipios:
| - Jerez de los Caballeros - Oliva de Jerez | - Salvaleón - Salvatierra de Barros | - Valencia de Mombuey - Valle de Matamoros | - Valle de Santa Ana - Zahinos | - Burguillos del Cerro |

Barcarrota  está incluida en la comarca de Llanos de Olivenza.
El despoblado de La Crespa figuraba en la relación.

## Partido Judicial
A principios del siglo XXI es el partido número 8 de la provincia agrupando los siguientes nueve municipios
| - Barcarrota - Jerez de los Caballeros - Oliva de la Frontera | - Salvaleón - Salvatierra de los Barros | - Valencia del Mombuey - Valle de Matamoros | - Valle de Santa Ana - Zahínos |